# Mitra muricata
Mitra muricata is een slakkensoort uit de familie van de Mitridae. De wetenschappelijke naam van de soort is voor het eerst geldig gepubliceerd in 1836 door Broderip.